# Шкрылёв, Тимофей Калинович
Тимофей Калинович Шкрылёв (1904—1962) — советский военачальник, командир стрелковых дивизий в Великой Отечественной войне, Герой Советского Союза (17.10.1943). Генерал-майор (14.02.1943).

## Молодость и довоенная служба
Родился 7 (20) сентября 1904 года на хуторе Красный станицы Манычской области Войска Донского. Русский. Хотя семья и была казачьей, но бедняцкой, родители батрачили. Когда в 1914 году отца мобилизовали в армию и отправили на фронт первой мировой войны, то Тимофею пришлось прервать свою учёбу (к тому времени он окончил два класса церковно-приходской школы) и в 10 лет идти батрачить самому.
Некоторое время жил в селе Самарском ныне Азовского района Ростовской области, затем на хуторе Бирючий. Образование неполное среднее. Работал на станции «Мечётинская» Северо-Кавказской железной дороги ремонтным рабочим.
В Красной Армии с ноября 1926 года. Был направлен на срочную службу в 25-й стрелковый полк 9-й Донской стрелковой дивизии Северо-Кавказского военного округа, окончил в нём полковую школу и служил командиром отделения до августа 1928 года. Тогда направлен учиться далее. Член ВКП(б)/КПСС с 1928 года. В 1931 году окончил Владикавказскую пехотную школу. С 1931 года служил в 44-м стрелковом полку 15-й стрелковой дивизии Украинского военного округа (г. Николаев): командир пулемётного взвода, командир взвода полковой школы, командир учебной роты, командир пулемётной роты, начальник обозно-вещевого снабжения полка, помощник командира полка по материальному обеспечению.

## Великая Отечественная война
На фронтах Великой Отечественной войны с июня 1941 года. В том же полку и дивизии воевал в составе 2-го механизированного корпуса 9-й армии Южного фронта, участвовал в приграничных сражениях в Молдавии и в Тираспольско-Мелитопольской оборонительной операции. В сентябре 1941 года майор Шкрылёв стал командиром 321-го стрелкового полка той же дивизии, в составе 6-й и 12-й армий Южного фронта участвовал в Донбасско-Ростовской оборонительной, в Ростовской и Барвенково-Лозовской наступательных операциях. В марте 1942 года за умелое командование вновь повышен в должности и стал заместителем командира 15-й стрелковой дивизии, которую вскоре перебросили на Брянский фронт.
С 13 июня 1942 года исполнял должность командира 132-й стрелковой дивизии (в должности командира был утверждён значительно позднее) 13-й армии Брянского фронта, во главе которой успешно действовал в Воронежско-Ворошиловградской оборонительной и в Воронежско-Касторненской наступательной операциях. В феврале 1943 года 132-я стрелковая дивизия под командованием полковника Т. К. Шкрылёва была передана в 60-ю армию Воронежского фронта и в её составе участвовала в Харьковской наступательной операции и, в частности, в освобождении города Курска (8 февраля 1943 года). Дивизия Шкрылева освободила также город Щигры, многие населённые пункты Фатежского, Михайловского и Дмитриевского районов Курской области. Летом 1943 года дивизия участвовала в Орловской наступательной операции Курской битвы.
Командир 132-й стрелковой дивизии 60-й армии Центрального фронта генерал-майор Т. К. Шкрылев особенно отличился в битве за Днепр. На первом этапе битвы, в ходе в Черниговско-Припятской наступательной операции, дивизия прошла с боями менее чем за месяц почти 300 километров, форсировала реку Сейм и освободила города Конотоп и Бахмач. 25 сентября 1943 года дивизия форсировала реку Днепр в районе села Староглыбов Козелецкого района Черниговской области Украинской ССР и успешно вела бои за расширение плацдарма.
Указом Президиума Верховного Совета СССР от 17 октября 1943 года «за успешное форсирование реки Днепр севернее Киева, прочное закрепление плацдарма на западном берегу реки Днепр и проявленные при этом отвагу и геройство» генерал-майору Шкрылёву Тимофею Калиновичу присвоено звание Героя Советского Союза с вручением ордена Ленина и медали «Золотая Звезда» (№ 1249).
В бою 9 октября 1943 года получил сильную контузию и был эвакуирован в госпиталь. После излечения в конце декабря 1943 года был направлен на учёбу. Окончил курсы усовершенствования высшего начальствующего состава при Высшей военной академии имени К. Е. Ворошилова.
С 4 июня 1944 года до Победы над Германией генерал-майор Шкрылёв Т. К. — командир 64-й стрелковой дивизии 38-го стрелкового корпуса в 49-й армии 2-го Белорусского фронта, с января 1945 — в 33-й армии 1-го Белорусского фронта. За это время руководил дивизией в Белорусской стратегической наступательной операции «Багратион» (Могилёвская, Минская, Белостокская фронтовые операции) и в Ломжа-Ружанской наступательной операции, в Варшавско-Познанской, Висло-Одерской и Берлинской наступательных операциях. Дивизия под его руководством завершила свой боевой путь в центре Берлина 2 мая 1945 года.

## Послевоенные годы
После войны продолжал службу в Вооружённых Силах СССР. После расформирования дивизии в июле 1945 года был в распоряжении Военного совета Группы советских оккупационных войск в Германии, затем Главного управления кадров НКО СССР. С октября 1945 по март 1947 года исполнял должность заместителя командира 18-го и 132-го стрелковых корпусов. В 1949 году окончил полный курс Высшей военной академии имени К. Е. Ворошилова. С января 1950 года — заместитель командира 10-го стрелкового корпуса в Уральском военном округе. С января 1951 года в запасе в звании генерал-майора.
Жил в Таганроге и Ростове-на-Дону. Умер 18 ноября 1962 года. Похоронен на Старом кладбище Таганрога.

## Награды
- Герой Советского Союза (17.10.1943)
- Орден Ленина (17.10.1943)
- Два ордена Красного Знамени (23.08.1943, 05.11.1946)
- Два ордена Суворова 2-й степени (08.02.1943, 29.05.1945)
- Орден Кутузова 2-й степени (21.07.1944)
- Орден Богдана Хмельницкого 2-й степени (6.04.1945)
- Два ордена Красной Звезды (25.05.1942, 3.11.1944)
- Медали СССР
- Медаль Польши

## Память
- В 1985 году именем генерала Шкрылёва названа улица в посёлке Кшенский, Советский район Курской области[8].
- В Таганроге на доме, в котором жил Герой, установлена мемориальная доска.
- В Таганрогском государственном литературном и историко-архитектурном музее-заповеднике имеются материалы, посвященные Шкрылёву[9].